# H.J.M. Jeukens
Hendrikus Johannes Maria Jeukens ('s-Hertogenbosch, 9 februari 1922 - Tilburg, 4 november 1992) was een Nederlands rechtsgeleerde, hoogleraar en raadsheer in de Hoge Raad der Nederlanden.

## Loopbaan
Jeukens behaalde zijn rechtenbul aan de Rijksuniversiteit Leiden in 1946. Hij werkte van 1946 tot 1955 als jurist bij de afdeling Ambtenarenzaken van het ministerie van Binnenlandse Zaken. Van 1963 tot 1980 was hij hoogleraar Nederlands staatsrecht en vergelijkend staatsrecht aan de Katholieke Hogeschool Tilburg. Van 1975 tot 1978 was hij bovendien rector magnificus van deze instelling. Sinds 1980 was hij raadsheer bij de Hoge Raad der Nederlanden.

## Politiek
Jeukens was als lid van de KVP lid van twee staatscommissies, de Staatscommissie-Cals/Donner en als lid en vicevoorzitter van de Koninkrijkscommissie ter voorbereiding van de onafhankelijkheid van Suriname.